# El Campo (Texas)
El Campo es una ciudad ubicada en el condado de Wharton en el estado estadounidense de Texas. En el Censo de 2010 tenía una población de 11 602 habitantes y una densidad poblacional de 539,97 personas por km².

## Geografía
El Campo se encuentra ubicada en las coordenadas 29°11′53″N 96°16′24″O / 29.19806, -96.27333. Según la Oficina del Censo de los Estados Unidos, El Campo tiene una superficie total de 21,49 km², de la cual 21,46 km² corresponden a tierra firme y 0,02 km² (0,11%) es agua.

## Demografía
Según el censo de 2010, había 11 602 personas residiendo en El Campo. La densidad de población era de 539,97 hab./km². De los 11 602 habitantes, El Campo estaba compuesto por el 76,1% blancos, el 10,89% eran afroamericanos, el 0,28% eran amerindios, el 0,5% eran asiáticos, el 0,01% eran isleños del Pacífico, el 10,51% eran de otras razas y el 1,72% pertenecían a dos o más razas. Del total de la población el 46,97% eran hispanos o latinos de cualquier raza.

## Educación
El Distrito Escolar Independiente de El Campo gestiona escuelas públicas.